# Radio San Cristóbal FM
Radio San Cristóbal es una estación radial chilena que transmite en el 97.5 MHz del dial FM en la ciudad de Los Ángeles, Chile. Fue fundada en 1979, al alero de la Sociedad Nacional de Agricultura. Su actual propietario es Empresa Periodística Bío Bío Ltda., la cual es dueña del Diario La Tribuna de Los Ángeles. 

## Historia
Radio San Cristóbal FM nace en la ciudad de Los Ángeles, al alero de la Sociedad Nacional de Agricultura, la cual decide lanzar una emisora en FM que ofreciera temas musicales desconocidos en Chile, pero que en Europa y Estados Unidos fueran de plena actualidad.
El 19 de junio de 1979, se inician las transmisiones de Radio San Cristóbal a través de la frecuencia 100.5 MHz en Los Ángeles.
El 12 de octubre de 1979, Radio San Cristóbal comienza sus transmisiones en la ciudad de Santiago, a través de la frecuencia 92.1 MHz, y posteriormente, en el Gran Valparaíso (106.3 MHz), y Temuco (105.7 MHz).
Algunos de sus locutores fueron el destacado actor chileno Enrique Heine (Q.E.P.D.), Alejandro Ramírez Reeves, Carlos Enrique Ramírez, Hugo Robledo, Martín Rodríguez, Eduardo Cruz Johnson, Gerardo Maturana Lavanderos (Q,E.P.D.), Christian Gordon, Andrés Solar Murúa, los periodistas José María Navasal (Q.E.P.D.), Manuel Salgado Inzunza (Q.E.P.D.) y Enrique Cid (Q.E.P.D.), el actor Mario Lorca (Q.E.P.D.), el periodista, publicista e historiador Antonio Márquez Allison (Q.E.P.D., Días Felices, 1997-1998), la cantante Andrea Tessa (Auto Compartido, 1997), Paulina Nin de Cardona (Máxima Velocidad, 1998) y Tomás Cox (Una Mirada al Mediodía, 1998).
Su programación musical se caracterizaba por su sobriedad, basada principalmente en música orquestada, con destacadas orquestas, arreglistas e intérpretes de la música internacional como Ray Conniff, Fausto Papetti, Paul Mauriat, Henry Mancini, James Last, Bert Kaempfert, Caravelli, Nat King Cole, Frank Sinatra, Mireille Mathieu, Edith Piaf, entre otros. Además, su parrilla musical incluía jazz, música de vanguardia, y en menor medida, música suave en inglés sin estridencias, línea musical que mantuvo intacta hasta julio de 1997 cuando deja el estilo de música instrumental y comenzó a enfocarse en los clásicos del pop anglo suave para el adulto contemporáneo, pasando a competir con otras radios similares en su estilo, como Infinita y Horizonte. Tenía gran sintonía en el público ABC1, y entre automovilistas y ejecutivos de este segmento.
El 31 de agosto de 1998, la Sociedad Nacional de Agricultura retira del aire Radio San Cristóbal FM en las ciudades de Santiago, Valparaíso y Temuco, con el fin de utilizar las frecuencias en las dos primeras ciudades para iniciar las transmisiones de Radio Agricultura por FM, y vende su frecuencia de Temuco a Radio Corazón, quedando así Radio San Cristóbal solamente en la ciudad de Los Ángeles, en la frecuencia 100.5 MHz, manteniendo el estilo de pop anglo.
El 8 de noviembre de 2011, Radio San Cristóbal intercambia frecuencias con su radio hermana Agricultura, que hasta ese momento se encontraba en el 97.5 MHz, pasando esta última al 100.5 MHz.
En el año 2014, Radio San Cristóbal FM es vendida a la Empresa Periodística Bío Bío Ltda. de Los Ángeles, propietaria del diario La Tribuna de dicha ciudad, y su estilo musical se vuelca al pop moderno, dejando atrás el estilo adulto contemporáneo que la caracterizó hasta ese año, e implementando programas de producción local, y su propio noticiario con énfasis en el quehacer local y de la provincia de Biobío.

## Antiguas frecuencias
- 92.1 MHz (Santiago); hoy Radio Agricultura, sin relación con la Empresa Periodística Bío Bío Ltda
- 106.3 MHz (Valparaíso/Viña del Mar); hoy disponible sólo para radios comunitarias.
- 100.5 MHz (Los Ángeles); hoy Radio Agricultura, sin relación con la Empresa Periodística Bío Bío Ltda
- 105.7 MHz (Temuco); hoy Radio Corazón, sin relación con la Empresa Periodística Bío Bío Ltda

## Eslóganes
- San Cristóbal FM, fina sintonía stereo (1979-1996)
- San Cristóbal, la radio del automovilista (1996-1997)
- Nuevos espacios para gustos exigentes (1997-1998)
- Para gente con estilo (1998-2013)